# Греголетто, Паоло
Паоло Франческо Греголетто (англ. Paolo Francesco Gregoletto, род. 14 сентября 1985, Майами, Флорида, США) — американский музыкант и автор песен, наиболее известный как басист метал-группы Trivium

## Музыкальная карьера

### Trivium

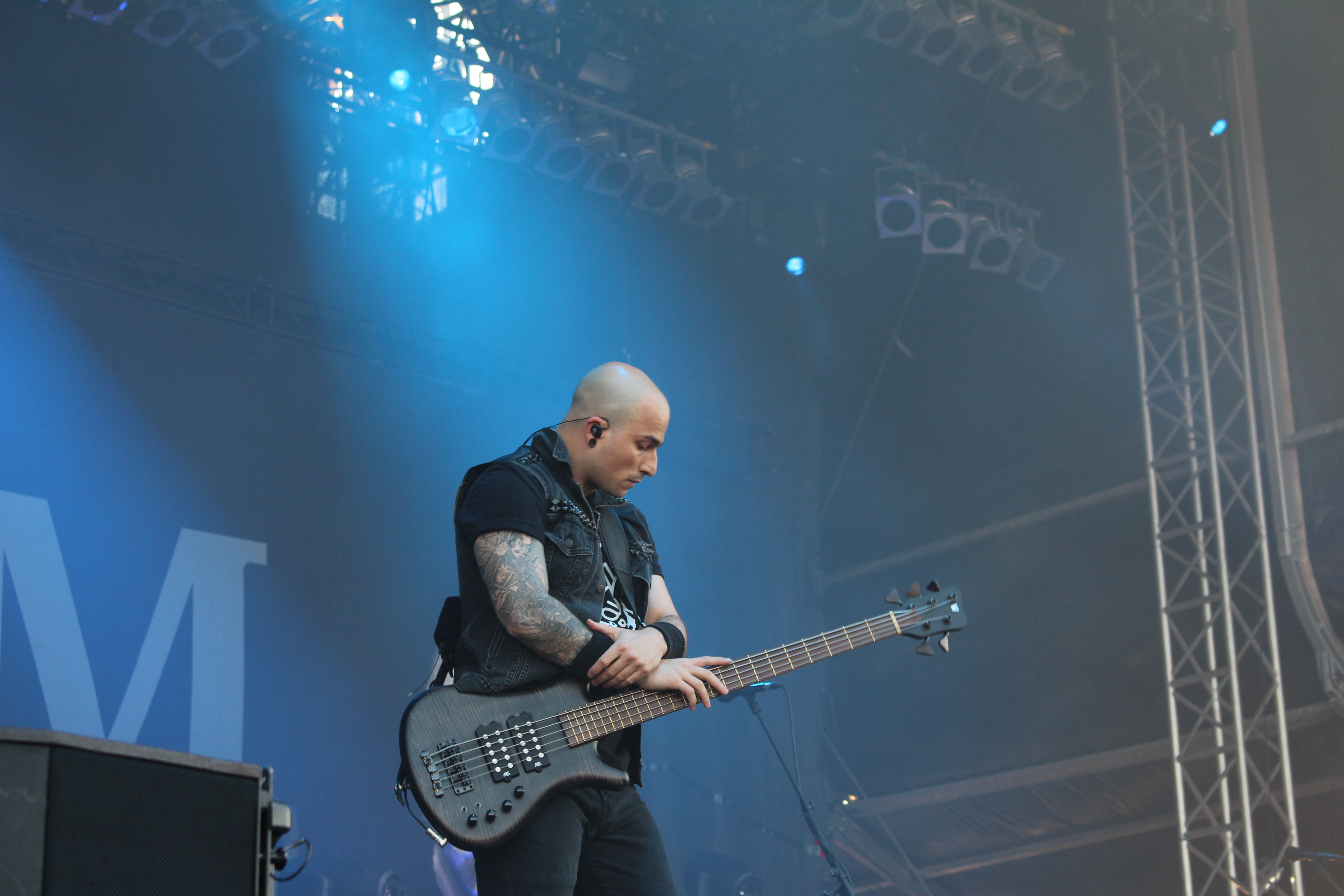
Греголетто на Nova Rock Festival 2016

Греголетто присоединился к Trivium в сентябре 2004 года. Греголетто был в студии с Джейсоном Суэкофом рядом с местом, где Trivium записывались, и Суэкоф сказал, что им нужен бас-гитарист. Греголетто согласился записаться в Ascendancy и отправиться в тур по его продвижению с группой. Греголетто изначально не собирался становиться участником Trivium, но хотел больше гастрольного опыта. Он присоединился как раз к туру, который Trivium планировали провести с Machine Head.
Помимо игры на басу, он также умеет играть на гитаре. Он был автором песен для Trivium с «The Crusade», на который он сам написал песни «To The Rats» и «The Rising», а также был соавтором «Anthem (We Are The Fire)» с Хифи. Он также написал вступительный рифф к треку «Throes of Perdition», играя на гитаре.
Греголетто чаще всего общается с поклонниками Trivium, часто отвечает на вопросы, публикует множество видео, фотографий и обновлений группы через свои официальные Facebook, YouTube и Twitter. С 2013 года он ведет ежемесячную колумну в британском журнале Bass Guitar Magazine.

## Оборудование
В первые дни, когда он впервые присоединился к группе, он использовал красный кастомный бас Eagle. У него есть фирменный 5-струнный бас Warlock, а также Mockingbird. Греголетто также был замечен в видео для песен Trivium 2015 года «Silence in the Snow» и «Until the World Goes Cold», играя на 5-струнном Warwick с двумя хамбакерами и топом из огненного клена. Его видели, как он играет на этой же бас-гитаре на концертах в поддержку Silence in the Snow. Он заявил в своем аккаунте в Instagram, что теперь полностью перешёл на Warwick, но не указал причин, хотя все же заявил, что ему нравятся его инструменты BC Rich.

## Дискография

### СMetal Militia
- Perpetual State of Aggression (2003)

### СTrivium
- Ascendancy (2005)
- The Crusade (2006)
- Shogun (2008)
- In Waves (2011)
- Vengeance Falls (2013)
- Silence in the Snow (2015)
- The Sin and the Sentence (2017)
- What the Dead Men Say (2020)